# Departament de pompieri

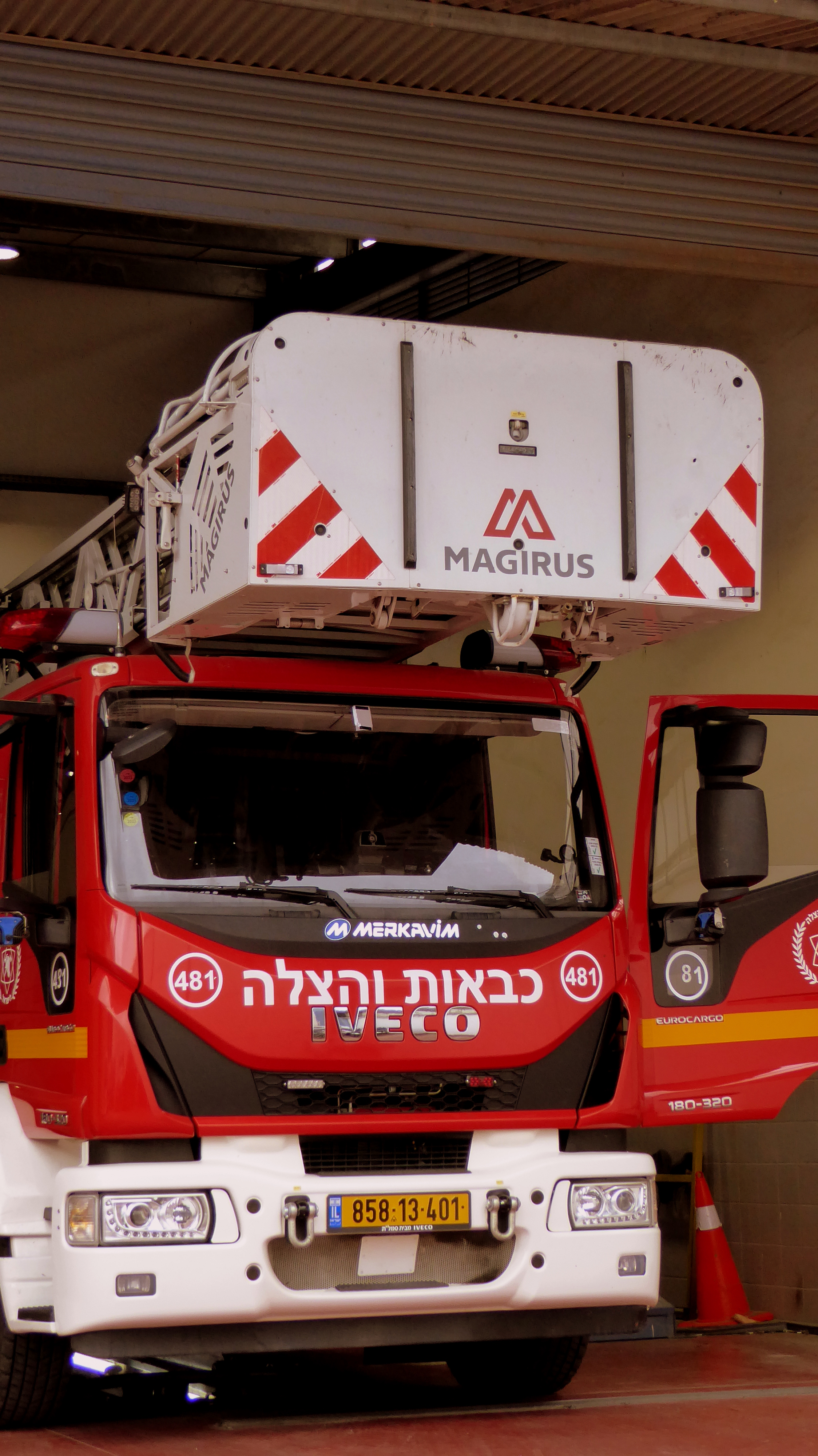
Departament de pompieri

Un departament de pompieri (în engleza americană) sau o brigadă de pompieri (în engleza britanică), cunoscută și sub numele de autoritate de pompieri sau de pompieri în unele zone, este o organizație care oferă servicii de stingere a incendiilor. În unele țări, există pompieri sau paramedici care intervin la accidente și descarcerare (SMURD), sau care fac activități de prevenire a incendiilor, cercetare a cauzelor de incendii, servicii medicale de urgență, inundații sau alte situații de urgență.
Departamentele de pompieri sunt cel mai frecvent o organizație din sectorul public care funcționează într-un municipiu, județ, stat, națiune sau district special. Există de asemenea, organizații private și specializate de stingere a incendiilor, cum ar fi cele pentru salvarea aeronavelor și stingerea incendiilor.
Un departament de pompieri conține una sau mai multe stații de pompieri și are în subordine mai multe echipaje de pompieri care pot fi profesioniști, voluntari, militari sau pompieri cu normă întreagă. Departamentele de pompieri combinate sunt formate din pompieri profesioniști și voluntari.

## Organizare
Departamentele de pompieri sunt organizate într-un sistem de administrare, servicii, instruire și activități, de exemplu:
- administrația este responsabilă de supraveghere bugetelor și resurselor umane;
- serviciu care oferă informare și educarea preventivă a populației;
- instruirea persoanelor cu abilități în domeniu sau cei care au sarcini potrivit legislației;
- prevenirea și intervenția în situațiilor de urgență(incendii, inundații, cutremur, alunecări de teren)
- coordonare serviciile publice și private pentru situații de urgență.

Un serviciu de pompieri este în mod normal înființat acolo unde pot fi stații de pompieri, mașini de pompieri și alte echipamente relevante desfășurate strategic în toată zona pe care o deservesc, astfel încât dispecerii să poată trimite mașini de pompieri, sau ambulanțe din stațiile de pompieri cele mai apropiate de eveniment. Departamentele mai mari au subunități în interiorul lor pentru a crește eficiența, compuse din voluntari, sprijin și cercetare:
- voluntarii acordă sprijin suplimentar departamentului în stare de urgență.
- sprijinirea organizarea resurselor din interiorul și din afara departamentului;
- cercetarea este de a oferi avantaje în noile tehnologii pentru departament.

## Departamente pompieri în alte țări
Majoritatea locurilor sunt acoperite de un departament de pompieri din sectorul public, care este înființat de un guvern local sau național și finanțat prin impozitare. Chiar și departamentele de pompieri voluntari pot primi în continuare unele finanțări guvernamentale.
Dimensiunea tipică a unui departament de pompieri variază foarte mult în funcție de țară. În Statele Unite, stingerea incendiilor este de obicei organizată la nivel municipal. Unele municipalități aparțin „Districtelor de protecție împotriva incendiilor” care sunt deservite de același departament de pompieri, cum ar fi Districtul de protecție împotriva incendiilor din Valea San Ramon. În Austria, Germania și Canada sunt organizate,  servicii de pompieri la nivel municipal. În Franța, serviciile de pompieri acoperă în mare parte un departament. În Regatul Unit, majoritatea serviciilor de pompieri acoperă unul sau mai multe județe, în timp ce Scoția și Irlanda de Nord au fiecare un singur serviciu de pompieri.
România
La nivel național Inspectoratul General pentru Situații de Urgență(IGSU) (Departamentul Național de Pompieri și Protecție Civilă este o structură subordonată Ministerului Afacerilor Interne care coordonează toate organizațiile implicate în domeniul managementul situațiilor de urgență, în concordanță cu reglementările internaționale.
La nivel teritorial (în județe), filialele se numesc Inspectorate județene pentru situații de urgență (ISU) este o instituție publică (Departament Județean de Pompieri), structură specializată în domeniul apărării împotriva incendiilor și protecției civile constituie în fiecare județ și în municipiul București ca servicii public deconcentrate.

## Cooperare internațională
CTIF(Asociația internațională a serviciilor de incendiu și salvare fost Comitetul Tehnic Internațional de Prevenire și Stingere a Incendiilor) are 36 țări membre.

## Responsabilități
Pe lângă stingerea incendiilor, departamentele de pompieri pot oferi și servicii specializate, precum servicii medicale de urgență, atenuarea materialelor periculoase și salvare la accidente de circulație, descarcerare(SMURD).
În multe țări sau regiuni (de exemplu, Statele Unite, Germania, Japonia) pompierii sunt adesea responsabili de furnizarea de servicii medicale de urgență. Pompierii sunt instruiți să intervină la intervenție de urgente medical, tehnicieni medicale de urgenta sau paramedici .  